# التحالف لانتصار بنين
التحالف لانتصار بنين (بالفرنسية: Alliance pour un Bénin Triomphant)‏ هو تحالف سياسي في بنين بقيادة عبد الله بيو تشاني.

## التاريخ
حصل التحالف على 3.7٪ من الأصوات في الانتخابات البرلمانية لعام 2015، وفاز بمقعدين.